# Bacallà salat i assecat

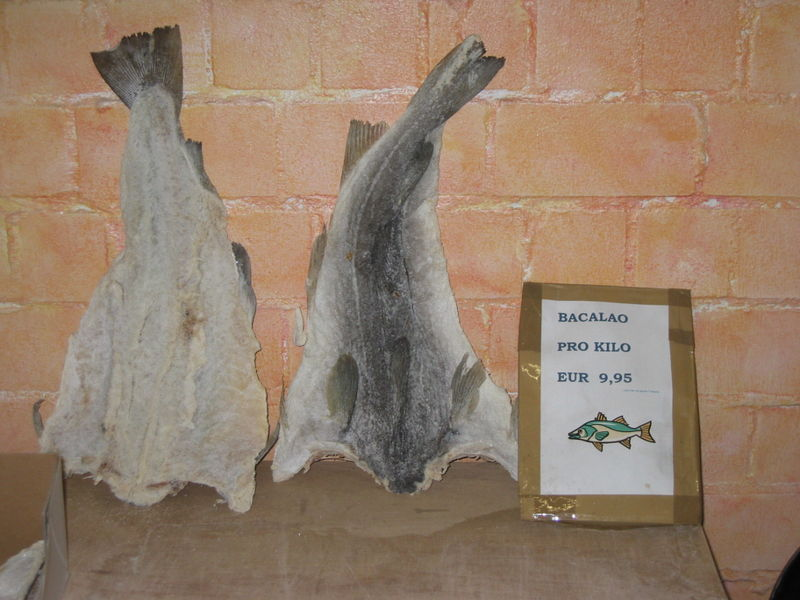
Bacallà salat i assecat fet a Noruega

El Bacallà salat i assecat, bacallà salat o abadejo salat és el bacallà o abadejo que ha estat conservat assecat després de salar. El bacallà que ha estat assecat sense afegir-hi sal és un tipus de peix assecat. El bacallà salat és una de les exportacions principals de la zona de l'Atlàntic Nord i ha esdevingut un ingredient en moltes gastronomies de l'Atlàntic i del Mediterrani.
Amb l'acusat declivi de les existències mundials de bacallà per la sobrepesca, altres espècies similars al bacallà (del mateix gènere o no) de vegades han rebut el nom de bacallà salat (en anglès: "salt cod").
El bacallà salat i assecat es produeix a Noruega, Terranova, Islàndia, i les Illes Faroe des de fa 500 anys. Tradicionalment s'assecava a l'exterior gràcies al vent i el sol, però actualment normalment s'asseca a l'interior amb l'ajut d'escalfadors elèctrics.

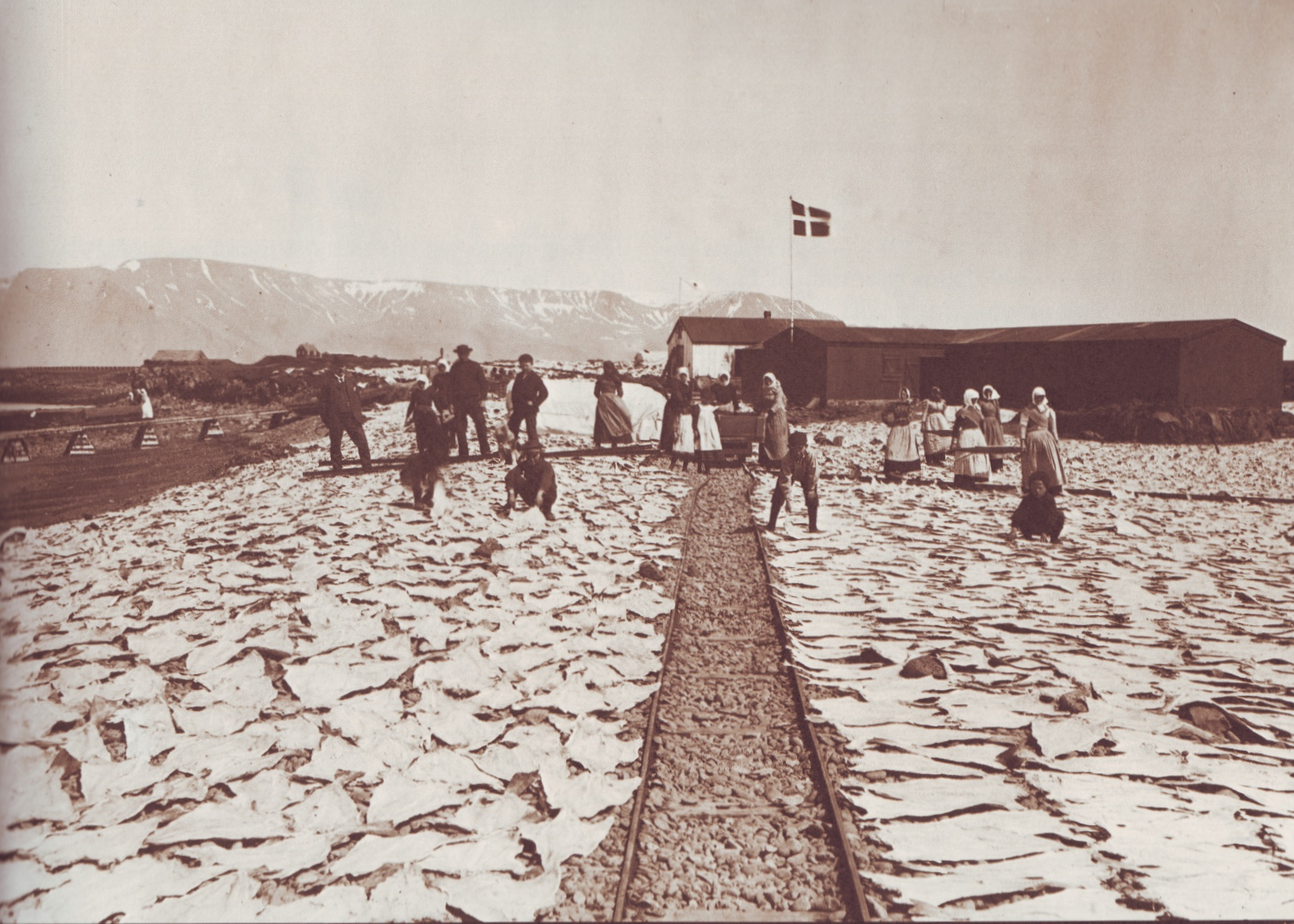
Assecament de bacallà salat, a Islàndia

Quan l'explorador Jacques Cartier 'descobrí' la desembocadura del riu Sant Llorenç en l'actual Canadà i va reclamar-ho per a França, va advertir que hi havia la presència de moltes barques de bascos pescant el bacallà.
L'assecament conserva molts nutrients, i el procés de salament i assecatge del bacallà es diu que el fa més gustós.

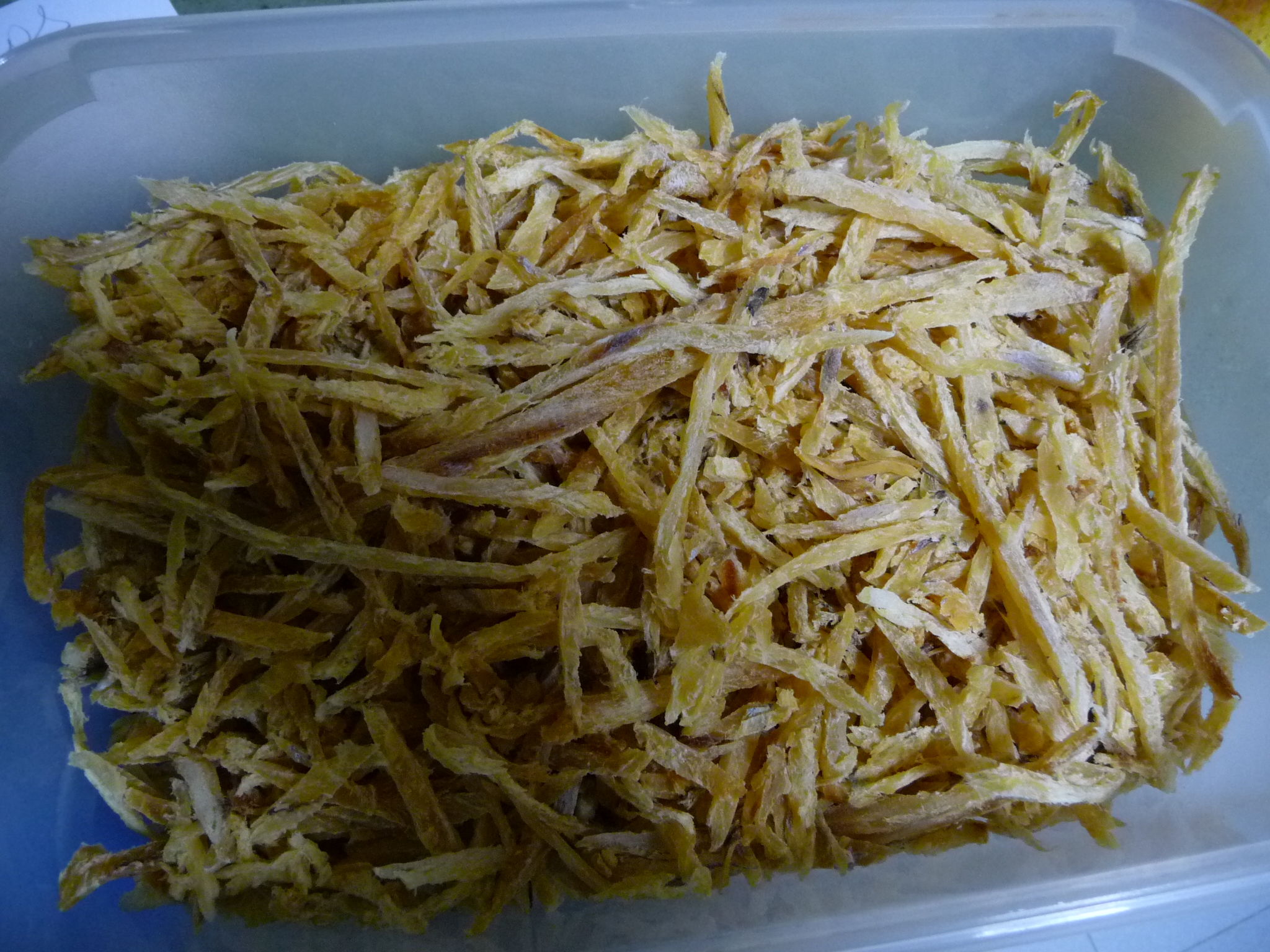
Bandes de bacallà salat i sec rus

## Ús culinari
Abans de ser menjat aquest tipus de conserva ha de ser rehidratada i dessalada per immerssió en aigua fredadurant d'un a tres dies, canviant l'aigua de dues a tres vegades al dia.
A Europa aquest peix es prepara de moltes maneres; normalment amb patates i ceba en un tupí. A França és popular la brandade de morue.
A Jamaica forma la base del plat nacional, ackee and saltfish. A Bermuda es serveix amb patates, alvocat, banana i ou dur.
A Liverpool, el Salt Fish era popular com esmorzar de diumenge